# Chráněná krajinná oblast Krušné hory
Chráněná krajinná oblast Krušné hory je plánovaná chráněná krajinná oblast (CHKO), kterou chce do roku 2026 vyhlásit Ministerstvo životního prostředí. Plánovaná rozloha je asi 1200 km². Půjde tak o největší chráněné území v Česku.

## Historie

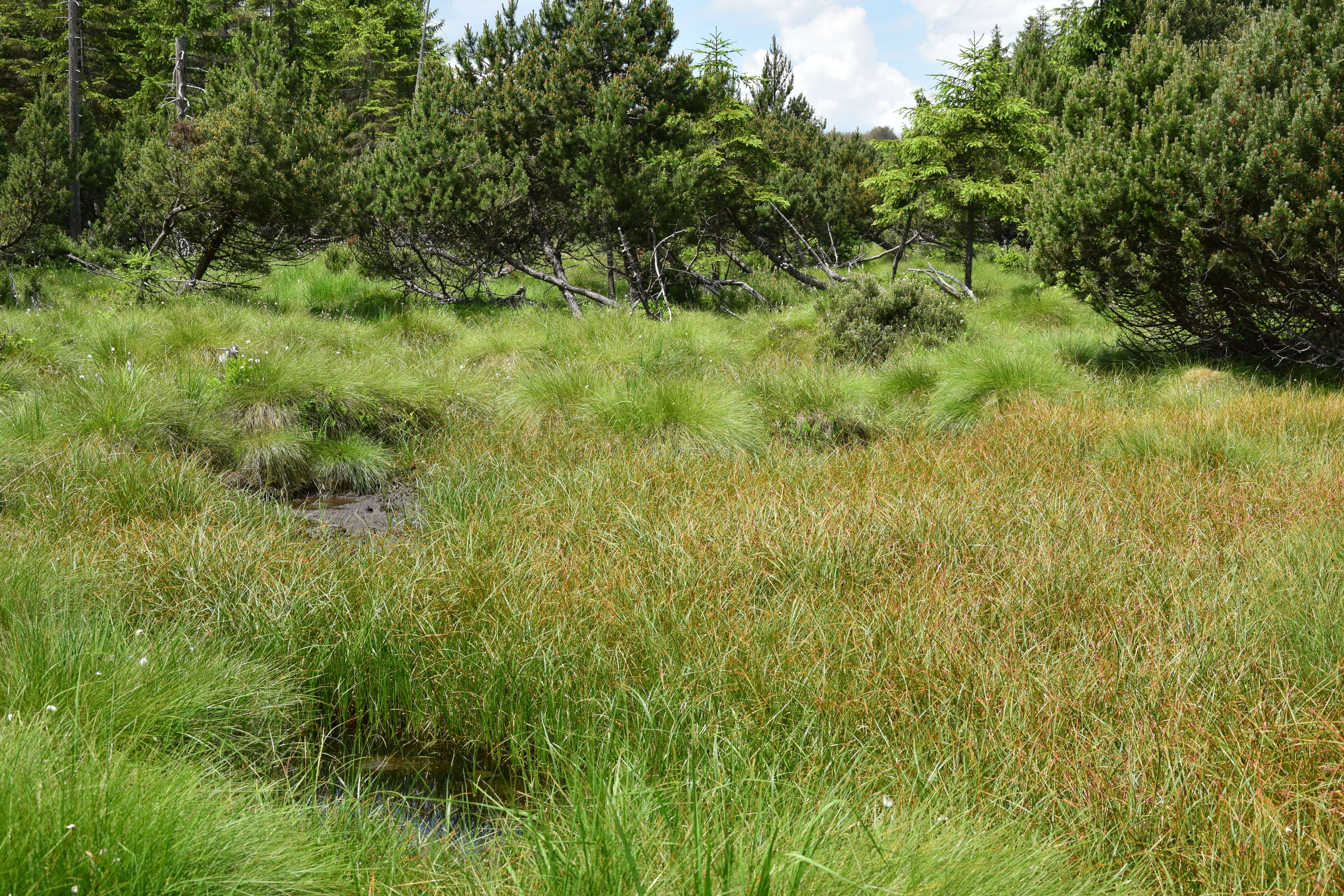
Novodomské rašeliniště

V lednu 2022 uvedla vláda Petra Fialy záměr připravit podklady pro vyhlášení CHKO Krušné hory ve svém programovém prohlášení. V průběhu roku 2023 a 2024 probíhala jednání s dotčenými obcemi. Na základě připomínek od obcí, hospodářů a dalších partnerů byly upraveny hranice navrhované CHKO a zonace.
Ministerstvo životního prostředí ČR vyhlásilo záměr na vyhlášení CHKO Krušné hory dne 29. července 2024. Krátce poté se objevily kritické hlasy.

## Chráněná území
V oblasti se nacházejí tři ptačí oblasti (Novodomské rašeliniště – Kovářská, Západní Krušné hory a Východní Krušné hory), patnáct evropsky významných lokalit (větší než tisíc hektarů jsou z nich evropsky významné lokality Východní Krušnohoří, Krušnohorské plató, Novodomské a polské rašeliniště, Bezručovo údolí, Klínovecké Krušnohoří a Na loučkách) a 44 maloplošných zvláště chráněných území, z toho pět národních přírodních rezervací (Božídarské rašeliniště, Jezerka, Nebesa, Novodomské rašeliniště, Rolavská vrchoviště), dvě národní přírodní památky (Ciboušov, Doupňák), třináct přírodních rezervací a 24 přírodních památek.